# ورزشگاه شهدای صنعت مس رفسنجان
ورزشگاه شهدای صنعت رفسنجان یک ورزشگاه فوتبال در شهر رفسنجان، ایران است. این ورزشگاه که ۱۰۰۰۰ نفر ظرفیت دارد همزمان با بازی تیم‌های مس رفسنجان و فولاد در ۱۲ آبان ۱۴۰۲ افتتاح شده‌است. پیشتر قرار بود این ورزشگاه در بازی مس رفسنجان در برابر استقلال افتتاح شود که با فروریختن قنات درقسمتی از این ورزشگاه افتتاح ورزشگاه به تأخیر افتاد.

## نخستین بازی رسمی
نخستین بازی رسمی که در این ورزشگاه برگزار شد، بازی میان مس رفسنجان و فولاد بود که با نتیجه سه بر صفر پایان یافت.

## امکانات
مجموعه ورزشگاه شهدای صنعت مس رفسنجان با ظرفیت ۱۰ هزار نفر شامل سالن بدنسازی، استخر، سالن تکنیک، سالن آمفی تئاتر و پیست دوومیدانی است. همچنین این مجموعه بزرگ ورزشی دارای ۹ ورودی و ۱۰ ساختمان است که شامل ۳۷ گیت مجزا است. یک ورودی شامل چهار گیت به صورت مجزا برای ورود بانوان اختصاص داده شده‌است. نور ورزشگاه نیز با بهترین شرایط و ۲۲۰۰ لوکس، طراحی و اجرا شده‌است. همچنین برنامه ای برای مسقف کردن ورزشگاه شهدای مس رفسنجان نیز وجود دارد که جهت رفاه حال هواداران انجام خواهد شد.